# Поталиевка
Поталиевка (укр. Поталіївка) — село, входит в Иванковский район Киевской области Украины.
Население по переписи 2001 года составляло 174 человека. Почтовый индекс — 07211. Телефонный код — 4591. Занимает площадь 1,25 км². Код КОАТУУ — 3222082404.

## Местный совет
07211, Київська обл., Іванківський р-н, с. Мусійки